# بخش زاب
بخش زاب، یکی از بخش‌های شهرستان میرآباد در استان آذربایجان غربی ایران است. مرکز این بخش، روستای واوان است.

## تقسیمات کشوری
- بخش زاب
  - دهستان ملکاری شرقی
  - دهستان ملکاری غربی

## جمعیت
بر پایه سرشماری عمومی نفوس و مسکن در سال ۱۳۹۵، جمعیت بخش زاب برابر با ۶٬۴۰۹ نفر بوده‌است.